# Hákon Arnar Haraldsson
Hákon Arnar Haraldsson (Akranes, 10 de abril de 2003) es un futbolista islandés que juega en la demarcación de centrocampista para el Lille O. S. C. de la Ligue 1.

## Selección nacional
Tras jugar con la selección de fútbol sub-15 de Islandia, la sub-16, la sub-17, la sub-19 y la sub-21 finalmente hizo su debut con la selección absoluta el 2 de junio de 2022 en un partido de la Liga de Naciones de la UEFA 2022-23 contra Israel. El partido acabó con un resultado de empate a dos tras los goles de Liel Abada y Shon Weissman para Israel, y de Þórir Jóhann Helgason y Arnór Sigurðsson para Islandia.

## Clubes
| Club             | País      | Año       | Partidos | Goles |
| ---------------- | --------- | --------- | -------- | ----- |
| ÍA               | Islandia  | 2019      | 2        | 0     |
| F. C. Copenhague | Dinamarca | 2021-2023 | 58       | 9     |
| Lille O. S. C.   | Francia   | 2023-     | 76       | 13    |

## Palmarés

### Títulos nacionales
| Título                 | Club             | País      | Año  |
| ---------------------- | ---------------- | --------- | ---- |
| Superliga de Dinamarca | F. C. Copenhague | Dinamarca | 2022 |
| Copa de Dinamarca      | F. C. Copenhague | Dinamarca | 2023 |
| Superliga de Dinamarca | F. C. Copenhague | Dinamarca | 2023 |